# KBS 뉴스 930 대전·세종·충남
《KBS 뉴스 930 대전·세종·충남》은 KBS 대전 1TV에서 매주 평일 오전 9시 45분에 방송 중인 대전 세종 충남 지역 뉴스 프로그램이다.

## 개요
KBS 대전 뉴스 930으로 읽는다.

## 앵커
| 대수 | 진행자          | 진행 기간        | 비고 |
| ---- | --------------- | ---------------- | ---- |
| 1대  | 박명원 아나운서 | 일자 미상 ~ 현재 |      |

## 경쟁 프로그램
- 930 MBC 뉴스 대전·세종·충남 (대전MBC TV)
- TJB 뉴스 (1020) (TJB TV)